# 도나비아 항공의 운항 노선
도나비아 항공은 로시야 항공과 합병전까지 다음과 같은 노선을 운항하였다.

## 운항 노선

### 아시아

#### 서남아시아
- 이스라엘
  - 텔아비브 - 벤구리온 국제공항
- 튀르키예
  - 이스탄불 - 아타튀르크 국제공항
  - 안탈리아 - 안탈리아 국제공항

#### 중앙아시아
- 아르메니아
  - 예레반 - 즈바르토노즈 국제공항
- 우즈베키스탄
  - 타슈켄트 - 타슈켄트 국제공항
- 타지키스탄
  - 두샨베 - 두샨베 공항
  - 후잔트 - 후잔트 공항

### 유럽
- 러시아
  - 모스크바
    - 셰레메티예보 국제공항 - (2015년 10월 25일 단항 후 도모데도보 국제공항에 이양)
    - 도모데도보 국제공항 - (2015년 10월 25일, 셰레메티예보 국제공항으로부터 이양 후 취항)
    - 브누코보 국제공항

  - 상트페테르부르크 - 풀코보 국제공항
  - 볼고그라드 - 볼고그라드 국제공항
  - 소치 - 소치 국제공항
  - 미네랄보디 - 미네랄보디 공항 제2 허브
  - 로스토프나도누 - 로스토프나도누 공항 허브
  - 스타브로폴 - 스타브로폴 공항
  - 예카테린부르크 - 콜초보 공항